# San Antonio (Salto)
San Antonio o también conocido como Pueblo San Antonio es una localidad uruguaya del departamento de Salto, sede del municipio homónimo. 

## Ubicación
localidad se encuentra situada en la zona suroeste del departamento de Salto, al sur del arroyo San Antonio Grande, junto a la línea de ferrocarril que une las ciudades de Salto y Artigas. 
Esta localidad cuenta con 877 habitantes aproximadamente, muchos se dedican a la plantación de cítricos, arándanos y la ganadería bovina, este es el medio por el cual los habitantes de este pueblo tanto como de otros lugares generan trabajo e ingresos para su hogar. Es un pueblo avanzado el cual cuenta con: una escuela la cual van alumnos de dicho lugar, como de otros barrios, Seccional sexta de policía.

## Historia
La localidad fue creada por resolución oficial en 1875 gracias a la iniciativa de Cesáreo Moreira y José Alfaro y fundada en 1891 tomando el nombre del arroyo cercano a su ubicación.

## Población
Según el censo de 2011 la localidad contaba con una población de 877 habitantes.
| 626           | 576 | 527 | 582 | 866 | 877 |
| (Fuente: INE) |     |     |     |     |     |

## Economía
San Antonio es un centro de servicios para una vasta zona salteña cuyas actividades son la agricultura hortofrutícola, plantación de cítricos y arándanos y la ganadería bovina.

## Lugares destacados
En la zona se encuentra una estación experimental perteneciente a la Facultad de Agronomía de la Universidad de la República, la cual comprende 1019 hectáreas dedicadas a la ganadería, agricultura, lechería, horticultura y citricultura. En este centro se realizan actividades de docencia e investigación.
En la localidad se destaca La Casa Ambrosoni, que en la actualidad es un hotel pero antiguamente fue un almacén de ramos generales. El almacén fue abierto al público en el año 1878 por Pietro Ambrosoni su dueño, que provenía de la Provincia de Como, Italia. El local se dedicaba al comercio de infinidad de productos importados, tuvo la primera máquina de elaboración de fideos del departamento y una moderna panadería para aquella época. Se encontraba además en un punto estratégico por ser San Antonio una estación del ferrocarril de las líneas hacia Artigas y Bella Unión, lo que lo convirtió en un lugar de gran influencia en la región. Esta actividad como almacén se mantuvo hasta 1992 cuando el servicio de trenes dejó de funcionar.